# Sant Salvador de Vilalta
Sant Salvador de Vilalta és una església neoclàssica del poble de Vilalta, a Vilanova de l'Aguda (Noguera) És al centre del nucli i afronta amb la plaça de l'Església. L'església, amb rectoria adossada, té una planta en forma de creu llatina i cos alt i esvelt. Des del 2017 és protegida com a Bé cultural d'interès nacional, en la categoria de Monument Històric.

## Descripció
La façana principal presenta un cos avançat en què s'obre una porta en arc rebaixat, mentre que als costats hi ha dues portes cegues més de dimensions més petites, també amb arc rebaixat. Sobre del portal d'entrada, encara en el cos avançat, hi ha una fornícula amb la figura de Sant Salvador i una placa amb la data i detalls de la construcció. Per sobre del cos avançat, ja en la façana principal, hi ha un petit rosetó. A part dreta de la façana s'hi adossa un campanar de torre, amb dues espitlleres a diferents de la façana meridional. Sota la seva coberta de teula, a quatre vessants, s'hi obre un ull a cada façana.
La façana de migdia presenta dos alts contraforts, entre els quals s'hi ha construït una font amb la inscripció "Font de Vilalta, 1.986". A l'extrem dret superior d'aquesta façana s'hi obren dues finestres geminades amb sengles arcs de maons de mig punt separades per un pilar de maons; una està apuntalada. Més a l'esquerra hi ha una altra finestra també amb arc de maons rebaixat, però en aquest cas ha estat paredada. Més avall hi ha dues finestres carreuades rectangulars superposades. A la façana de ponent hi ha sis finestres, dos per pis, les dels dos pisos inferiors són rectangulars i carreuades, mentre que les del pis superior són coronades per un arc rebaixat de pedres de tendència ortogonal.
El parament de l'església és de pedres de mides mitjanes d'irregulars dimensions, amb carreus a les cantonades. La teulada de la nau és de teula àrab a doble vessant, amb un ràfec de maons i teules.
L'església disposa d'una cúpula ben proporcionada, d'estil neoclassicista, còpia exacta de la de la capella de la Universitat de Cervera, amb un rosetó ovalat a cada façana.
L'altar major té una gran riquesa constructiva.

## Història
L'església de Sant Salvador, com ens indica la placa que hi ha damunt de la portalada fou construïda entre els anys 1812 i 1813 a costa dels barons Francisco Xavier Duran i Descallar i Maria Rosa Moner i Barda per «la utilitat espiritual i temporal del seus vassalls».